# Ам-Добак
Ам-Добак (фр. Am Doback) — небольшой город и супрефектура в Чаде, расположенный на территории региона Канем. Входит в состав департамента Вади-Биссам.

## Географическое положение
Город находится в западной части Чада, к востоку от озера Чад, на высоте 299 метров над уровнем моря.
Населённый пункт расположен на расстоянии приблизительно 143 километров к северо-северо-востоку (NNE) от столицы страны Нджамены.

## Население
По данным официальной переписи 2009 года численность населения Ам-Добака составляла 25 889 человек (12 619 мужчин и 13 270 женщин). Население супрефектуры по возрастному диапазону распределилось следующим образом: 52,4 % — жители младше 15 лет, 43,2 % — между 15 и 59 годами и 4,4 % — в возрасте 60 лет и старше.

## Транспорт
Ближайший аэропорт расположен в городе Нгури.